# Hattenhausen (Riedenburg)
Das Kirchdorf Hattenhausen ist ein Ortsteil der im niederbayerischen Landkreis Kelheim gelegenen Stadt Riedenburg. 

## Geschichte
Die katholische Kirche St. Andreas ist ein spätromanischer Bau, der im 17. Jahrhundert barockisiert wurde. Durch die zu Beginn des 19. Jahrhunderts im Königreich Bayern durchgeführten Verwaltungsreformen wurde der Ort zu einer eigenständigen Landgemeinde, zu der auch Frauenberghausen gehörte. Im Zuge der in den 1970er Jahren durchgeführten kommunalen Gebietsreform in Bayern wurde die Gemeinde am 1. Januar 1972 nach Riedenburg eingegliedert.

## Sehenswürdigkeiten
- Katholische Kirche St. Andreas